# Caribe (ópera)
Caribe es una ópera en dos actos del compositor Dieter Lehnhoff. Tiene como argumento la vida del pueblo Caribe en su isla en las Antillas, su amistad con los colonos y su conflicto con otros invasores conocidos como “carabinas” que finalmente los expulsan de su isla, de donde llegan al litoral centroamericano y son recibidos por los habitantes locales. 

## Libreto y argumento
El libreto multilingüe está en los idiomas garífuna, francés, latín, inglés y q'eqchi'. Fue elaborado por el mismo compositor, basado en la tradición oral del pueblo del litoral Caribe centroamericano, así como en documentación de la época colonial e investigaciones etnográficas e históricas. El texto latín está tomado del Liber Usualis.

### Primer Acto
En una evocativa ceremonia tribal se elige a Satuyé como cacique de los caribes en su isla de las Antillas. Sus hombres lo admiran y lo siguen incondicionalmente, festejándolo jubilosos tras haberlo elegido. También las mujeres se comportan muy afectuosas con él, y al danzar con ellas para celebrar su elección se acerca a la joven Barauda. Bailando se enamoran y cuando se ven de nuevo, él le propone que sea su mujer, lo que ella acepta encantada. 
Los colonos europeos que viven en la isla conviven amistosamente con los caribes y juntos celebran la liberación por la revolución y la caída de su rey en su lejano país, anunciada por un mensajero. 
Pero pronto se acerca un contingente de invasores foráneos, apodados los “carabinas” por el armamento que portan, quienes efectivamente resultan teniendo intenciones de subyugar a los caribes y quedarse con la isla. Si bien su comandante Young hace obsequios a un concejal  para comprar voluntades, pronto se pone impaciente y termina dándole un ultimátum a los caribes: que se sometan al rey de los carabinas y rindan pleitesía a su pabellón, o que se atengan a las consecuencias, que son la esclavitud o el exilio. El cacique de los caribes Satuyé se rehúsa a someterse a un rey ajeno aun ante tal amenaza y escupe a Young en el rostro. La guerra es inminente.

### Segundo Acto
De paso por su choza para armarse para la lucha contra los carabinas, Satuyé encuentra a su esposa Barauda arullando al pequeño hijo de ambos. Agitado e indignado le cuenta lo que pasó con los invasores. La joven mujer se enoja y le reclama a su marido que todavía no se haya alzado en armas contra los carabinas, diciéndole que si él no va, ella misma irá a combatirlos. Luego de una airada discusión conyugal, el cacique se arma y sale apurado para dar batalla como era su intención. 
El combate resulta desastroso para los caribes. Satuyé está desaparecido en acción y se supone caído en batalla; sus guerreros caen prisioneros. Todos los caribes, hombres, mujeres y niños, son encadenados y conducidos a los barcos para ser expatriados. Reina entre ellos una profunda tristeza y desilusión. Después de un viaje tormentoso por el mar, finalmente son abandonados en una playa de tierra firme, donde quedan exhaustos e indefensos. 
De la selva sale entonces un contingente de cazadores, y los caribes llenos de temor por su vida les piden clemencia. El jefe de los cazadores ordena a sus hombres no hacer daño a los recién llegados sino, lejos de atacarlos, los consuela y los recibe, e incluso manda darles alimentos y agua. De esta manera los caribes inician su amistad con los lugareños, quienes les permiten quedarse en sus tierras. 
Establecidos en su nueva aldea junto al mar, los caribes recuerdan con nostalgia su vida pasada en su remota isla y a su cacique, a quien suponen muerto. Por la playa se acerca entonces un desconocido encapuchado y envuelto en una túnica. Al acercarse al grupo de caribes deja caer la manta y es reconocido como Satuyé, quien no fue muerto sino hecho prisionero y al sanar sus heridas logró escapar de sus verdugos. Eufórico, el pueblo festeja su reunión en su nueva patria en las hospitalarias tierras del litoral centroamericano.

## Estilo musical
El estilo musical desarrollado para este drama musical por el compositor Dieter Lehnhoff, obra percibida por la crítica como "...una ópera llena de melodía, fuerza y encanto..." no se apega a ninguna corriente estilística conocida. A través de un característico perfil rítmico a menudo polirrítmico y usando armonías triádicas irregulares y diseños melódicos inesperados, expresa el carácter y las emociones de los personajes de una manera poco ortodoxa pero muy elocuente. De tal manera transmite el ambiente y la atmósfera peculiar del clima caribeño, las horas del día, el enamoramiento, el orgullo, las amenazas, tensiones y demás contenidos humanos de una forma inmediata. La música evoca ciertas técnicas minimalistas y cíclicas encontradas en la música folclórica del litoral caribeño centroamericano, para crear un estilo posmoderno novedoso capaz de conmover y arrastrar al público actual de la región. Según un crítico, “...la música es altamente evocativa... Los coros multitudinarios y la instrumentación nos llevan, mentalmente, al ambiente de la época. La mezcla de sintetizadores con instrumentos autóctonos y clásicos crea un efecto hermoso y casi hipnótico”.

## Estreno
La ópera Caribe tuvo su estreno absoluto el 28 de agosto de 2015 en el Teatro "Dick Smith" del Instituto Guatemalteco Americano IGA en la Ciudad de Guatemala. El Coro Divertimento fue ensayado y dirigido por el maestro concertador Heber Morales. La dirección escénica, en un atractivo estilo minimalista telúrico y onírico, fue responsabilidad de Gabriela Lehnhoff, hija del compositor y de la mezzosoprano y comunicóloga Cristina Altamira. La maestra Altamira también integró el equipo de producción de la obra, se encargó de todos los aspectos de la comunicación y abrió la función con una sinopsis que cautivó al público. Dado que se cantó en cinco idiomas y los espectadores eran principalmente hispanoparlantes, Elvira Castillo de Sazo proyectó la traducción de los textos cantados al español, contenidos en el libreto original, facilitando aún más la comprensión de la obra.
El papel de Satuyé fue cantado por el bajo Andrés Farrera, y Barauda fue representada por la soprano Julia Pimentel, con el barítono Sergio Cabrera como el concejal DuVallée, el bajo-barítono David Véliz como el lugarteniente Dufont, y el tenor Julio Deryc Papadópolo como Young, comandante de los carabinas. Sergio Cabrera también representó al mensajero y al Ahau, jefe de los cazadores, además de cantar el papel de DuVallée. Este elenco de solistas fue ensayado y dirigido por el mismo autor, compositor y productor de la obra.